# Манастир Нова Павлица
Манастир Нова Павлица се налази поред Ибра у Павлици, недалеко од манастира Стара Павлица и остатака тврђаве Брвеник. Припада Епархији жичкој Српске православне цркве и представља непокретно културно добро као споменик културе од великог значаја.

## Положај
Храм Ваведења Богородичиног у Новој Павлици  налази се на подручју средњовековне жупе Брвеник и у близини истоименог старог града, које је, по одобрењу цара Уроша,1363. године челник Муса заменио са моћним кнезом Војиславом Војиновићем, дајући му град и жупу Звечан.

## Прошлост манастира
Манастирску цркву  подигли су га крајем 14. века браћа Мусићи (Стефан и Лазар), као  задужбину  чланова породице поменутог челника, ожењеног Драганом, сестром кнеза Лазара, која је касније примила ризу и име Теодосија.
Сматра се да су они, након погибије у Косовском боју, сахрањени испод својих портрета у манастирској цркви.
Сам манастир је основан као женски и у њега се повукла и замонашила њихова мајка, супруга челника Мусе и сестра кнеза Лазара (1371—1389) Драгана, која је у њему и преминула као монахиња Теодосија. Након Косовског боја, у манастиру је 1392. године преноћило тело кнеза Лазара, током његовог преношења у Раваницу.

## Манастирска црква
Сама манастирска црква је посвећена Ваведењу Пресвете Богородице, а подигнута је у Моравском стилу, који је тада тек настајао, тако да црква има основу тролиста односно триконхоса. За разлику од осталих споменика овог стила који се одликују богатом орнаментиком и спољном украсном обрадом, Нова Павлица је доста сиромашно украшена са спољне стране.
У њеној унутрашњости се до данас очувао живопис, у коме се налази и ктиторски портрет браће Мусића - Стефана и Лазара.

## Галерија
- Браћа Мусићи, ктиторски портрет из Нове Павлице
- Поглед на Нову Павлицу
- Улаз у цркву
- Прозор на олтарској апсиди
- Општина Рашка - Нова Павлица
- Општина Рашка - Нова Павлица